# Inget att förlora (1997)
Inget att förlora (engelska: Nothing to Lose) är en amerikansk actionkomedifilm från 1997 med manus och regi av Steve Oedekerk. I huvudrollerna ses Tim Robbins och Martin Lawrence.

## Handling
Nick Beam (Tim Robbins) kommer på sin fru med en annan man. Han lämnar lägenheten i ett chocktillstånd och sätter sig i bilen. Den kriminelle Terrance Paul (Martin Lawrence) ser Nick sitta i bilen och bestämmer sig för att råna honom. I sitt labila tillstånd bestämmer sig Nick för att starta bilen och köra iväg med full gas utan att bry sig om att väja för andra trafikanter eller om han överlever. Några timmar senare befinner sig Nick och den vettskrämde Terrance i öknen, utan pengar och bensin att ta sig tillbaka. En rånad bensinstation och lyckad flykt från polisen senare bestämmer sig Nick för att testa det kriminella livet och göra det ordentligt. 

## Rollista i urval
| Martin Lawrence    | – Terrance Paul Davidson |
| Tim Robbins        | – Nick Beam              |
| John C. McGinley   | – Davis (Rig) Lanlow     |
| Giancarlo Esposito | – Charlie Dunt           |
| Kelly Preston      | – Ann                    |
| Michael McKean     | – Phillip Barrow         |
| Rebecca Gayheart   | – Danielle               |